# Галимов, Флюр Миншарифович
Флюр Миншарифович Галимов (башк. Ғәлимов Флүр Миншәриф улы, род. 7 декабря 1958 года, Старый Калкаш, Стерлибашевский район, Башкирская АССР) — народный писатель Республики Башкортостан(2022 год), прозаик, драматург, заслуженный работник культуры Российской Федерации и Республики Башкортостан, лауреат международной литературной премии имени Абу Насыра Фараби, Большой литературной премии России и литературной премии имени В. Катаева, член Союзов писателей России и Башкортостана, член правления Союза писателей Республики Башкортостан.

## Биография
Флюр Галимов родился в ауле Старый Калкаш Стерлибашевского района Башкирской АССР 7 декабря 1958 года. После окончания 5 класса в Ишеевской средней школе Ишимбайского района продолжил обучение в общеобразовательной средней школе г. Стерлитамака. После школы получил специальность машиниста компрессорных и насосных установок в техническом училище № 48 в 1977 году и работал в Стерлитамакском химическом заводе до призыва в армию. В 1978—1980 годах служил в Советской Армии на космодроме Байконур. После армии работал на Всесоюзных стройках: участвовал в строительстве Рогунской ГЭС, Байпазинской ГЭС в Таджикистане. После окончания филологического факультета Стерлитамакского педагогического института в 1986 году 5 лет работал учителем русского языка и литературы и организатором по внеклассному воспитанию в средней школе родного аула. Будучи кандидатом в мастера спорта по борьбе «Самбо», Ф. Галимов одновременно трудился на полставки в колхозе имени Кирова инструктором по спорту и тренером по борьбе в Детско-юношеской спортивной школе в райцентре Стерлибашево. В 1994—2000 годах был ответственным секретарём (руководителем) Стерлитамакской писательской организации Союза писателей Республики Башкортостан. В 2000—2012 годах занимался бизнесом.
С 2013 года проживает в г. Уфе.
В последние годы занимается только литературным творчеством.

## Творчество
Флюр Галимов в основном работает в жанре прозы, а также драматургии. На сегодняшний день он автор 7 романов, 2 повестей, около 50 рассказов, большого количества статей и 10 пьес, некоторые из которых поставлены в государственных и народных театрах республики, а трагедия «Прометей. Падение Олимпа» поставлена в марте 2023 года и идёт с успехом в Кызылординском молодёжном театре Республики Казахстан.
Роман писателя «Новый башкир» в 2008 году газетой «Башкортостан» признан произведением года. Трилогия Ф. Галимова «Покаяние над пропастью» названа газетой «Йэшлек» произведением 2018 года. Также Флюр Галимов за эту трилогию газетой «Башкортостан» удостоен звания «Писатель 2018 года». Флюр Галимов в разные годы становился лауреатом газет «Башкортостан», «Йэшлек», башкирских журналов «Ватандаш», «Хэнэк», российского журнала «Юность» (г. Москва), зарубежных изданий «ROMAN & DRAMA» (Казахстан), «ELIZ»(Турция). Романы писателя «Новый башкир», «Генерал Шаймуратов» и трилогия «Покаяние над пропастью» получили большой резонанс и были переизданы. Этим произведениям были посвящены около 200 различных мероприятий: теле- и радиопередачи на Башкирском спутниковом телевидении и радиокомпаниях, многочисленные статьи и интервью в СМИ республики и России, десятки читательских конференций, круглых столов, также о них написаны и защищены дипломные работы и диссертации в университетах. Прозаическая трилогия Ф. Галимова «Покаяние над пропастью» и драматургическая трилогия «Прометей. Падение Олимпа» переведены на русский, казахский, турецкий и английский языки. 600 экземпляров романа «Златокрылая птица Хумай», опубликованного в журнале «Роман — газета» (№ 22, 2018 г.) отправлены по заказу в Германию.
Творчество Флюра Галимова высоко оценили не только республиканские критики, но и российские литературоведы и писатели Лев Аннинский, Канта Ибрагимов, Анастасия Ермакова, зарубежные литераторы Жолтай-Жумат Алмашулы, Ёзджан Перска и другие.
«Флюр Галимов своим романом „Новый башкир“ и трилогией „Покаяние над пропастью“ обогатил башкирскую литературу новыми темами, новыми героями и стал писателем-новатором родной словесности» пишет доктор филологических наук, член-корреспондент Академии Наук Республики Башкортостан, народный поэт Башкортостана Равиль Бикбай в статье «Взгляд на современность сквозь призму умных книг» (газета «Вечерняя Уфа» от 19 августа 2016 года).
«Прозаик и драматург Флюр Галимов создал драматургическую трилогию, состоящую из трёх трагедий: „Прометей. Падение Олимпа“, „Песнь о Салавате“ и „Брудершафт с Бафометом“, в которой отражены самые важные этапы развития человечества… Ф. Галимову удалось создать удивительное произведение, где высокохудожественно представлена уникальная концепция возникновения первой в мире монотеистической религии посредством оригинальной, доселе невиданной в мировой литературе интерпретацией образа Прометея», — пишет народный писатель Чечни, академик АН Чеченской Республики, лауреат Госпремии РФ, нобелевский номинант Канта Ибрагимов в своём представлении произведений Флюра Галимова на соискание Государственной премии Российской Федерации в области литературы и искусства за 2019 год.
За роман «Вкус запретного плода», опубликованный в журнале «Юность» (№ 6, 7, 8, 9, 10, 11, 2018 г.) Ф. М. Галимов получил литературную премию имени Валентина Катаева (2018 год).
За трилогию «Покаяние над пропастью», опубликованную в издательстве «Художественная литература» (2018 год, г. Москва), Галимов получил Большую литературную премию России (2019 год).
За трагедию «Песнь о Салавате», опубликованную в журнале «ROMAN & DRAMA» (№ 3, 2021 год, Нур-Султан, Казахстан) Флюр Галимов удостоен международной литературной премии имени Абу Насыра Фараби.
Также произведения Ф. М. Галимова представлены в «Проза. ру», «Веб-рассказе» и в других интернет-ресурсах.

## Книги
- Күктәрҙә күрешеүҙәр: Хикәйәләр. Өфө: Китап, 1995
- Йүләр: Повесть, пьеса, хикәйәләр. Өфө: Китап, 1997
- Яңы башҡорт: Роман, повесть, хикәйәләр. Өфө: Китап, 2008
- Аҙғын тәүбәһе: Трилогия. Өфө: Китап, 2015
- Яңы башҡорт: Роман. Өфө: Китап, 2016
- Йылан мөгөҙө: Балалар өсөн хикәйәләр. Өфө: Аэрокосмос һәм ноосфера, 2018
- Покаяние над пропастью: трилогия. Москва: Художественная литература, 2018
- Прометей. Падение Олимпа: драматургическая трилогия. Уфа: Инеш, 2019
- Прометей. Падение Олимпа: драматургическая трилогия. Нур — Султан: Калдан — Жалден, 2020
- Писатель года. Альманах национальной литературной премии «Писатель года»: 2020: Москва: Издательство РСП. 2021. — 286 стр.
- Генерал Шайморатов: тарихи роман. Өфө: «Ағиҙел» журналының тулыһынса 8-се һаны, 2021 йыл, 192 бит, 4778 дана
- Prometeus. Olimpin ekilisi. Turkeu, 2021
- Роковая ошибка: повесть. (Перевод Фарита Ахмадиева), Национальная библиотека имени Заки Валиди. Подготовил Искандер Шакиров. TTS — Аудиокнига, 2021
- Ucurumun kenarindaki toube (triloji), «Beck Didar», Turkeu, 2022—500 sayfa
- The taste of forbidden fruit. English language bu: Stephen M. Bland Translated bu : Tim Akhmed, "NF — ALTA ", 2022, Edition of 500 copies

## Романы, опубликованные в журналах
- Вкус запретного плода: роман. Москва: журнал «Юность», № 6, 7, 8, 9, 10, 11, 2018 г.
- Златокрылая птица Хумай: роман. Москва: журнал «Роман — газета», № 22, 2018 г.
- Usurumen basinda toube: roman, Turkeu, Bursa, «ELIZ edebiuat», № 8, 2019
- Яңы башҡорт: роман. Өфө: «Ватандаш» журналы, 2008 йыл, № 5, 6, 7
- Тән ғазабы: роман. Өфө: «Ағиҙел» журналы, № 7, 8, 2014 йыл
- Йән ғазабы: роман. Өфө: «Ағиҙел» журналы, № 9, 10, 2015 йыл
- Йән дауаһы: роман. Өфө: «Ағиҙел» журналы, № 11, 12, 2015 йыл
- Вкус запретного плода: роман. Уфа: журнал «Бельские просторы», № 2, 3, 4, 5, 6, 2018 год
- Генерал Шайморатов: тарихи роман. Өфө: «Ағиҙел» журналының тулыһынса 8-се һаны. 2021 йыл, 192 бит, 4778 дана

## Повести и пьесы, опубликованные в журналах
- Йүләр: повесть. Өфө: «Шоңҡар» журналы, № 7, 1995 г.
- Кентавр: повесть. Өфө: «Ватандаш» журналы, № 4, 2007 г.
- Гонаһлы хыялдарым: пьеса. Өфө: «Тамаша» журналы, 2009 йыл
- Роковая ошибка: повесть (перевод Фарита Ахмадиева), Уфа: журнал «Ватандаш», № 12, 2917 г., № 1, 2, 2018 г.
- Салауат батыр: трагедия. Өфө: «Ағиҙел» журналы, № 12, 2019 йыл
- Песнь о Салавате: трагедия. Казахстан, Нур — Султан, журнал «ROMAN & DRAMA», № 3, 2021 год
- Прометей. Олимп тауы ишелеүе: трагедия. Өфө: «Ағиҙел» журналы, № 2, 2024 йыл

## Общественная деятельность
Флюр Галимов в 2019 году был членом комиссии по выбору места установки памятника классику башкирской литературы, поэту Шайхзаде Бабичу. 19 августа 2017 года Галимов в соцсетях выступил с предложением дать Башкирскому государственному университету имя народного сэсэна Башкортостана, драматурга, великого учёного-фольклориста Мухаметши Бурангулова.
В феврале 2020 года на встрече с Вице-премьером Республики Башкортостан Фануром Ягафаровым писатель Галимов предложил установить в Уфе памятник Урал батыру и озвучил ещё десятки инициатив.
Флюр Галимов в последние годы активно поддерживает связь с известными зарубежными писателями, литераторами других регионов России и Москвы.

## Награды и премии
* Почётное звание «Народный писатель Республики Башкортостан»
- Кандидат в мастера спорта по борьбе «Самбо»
- Заслуженный работник культуры Республики Башкортостан (2011)
- Заслуженный работник культуры Российской Федерации (2019)
- Литературная премия имени Валентина Катаева (2019)
- Большая литературная премия России (2019)
- Медаль Кыргызского отделения Союза писателей и историков Центральной Азии «Янги овоз»"Туран Биримдиги"
- Международная литературная премия имени Абу Насыра Фараби

## Семья
- Отец — Галимов Миншариф Иблиаминович (р. 1936), мать — Галимова (Аллабердина) Кинзябика Муллгалиевна (р. 1930)
- Жена (1981—2009) — Гульнур. Дети — Руслан (р.1981), Эльвира (р.1986), Наркас (р. 1988), Акйондоз (р. 2002)
- Жена (с 2009) — Тансылу. Дети — Исменаз (р. 2012)
- Внуки — Тамерлан (р. 2012), Давид (р. 2015), Ролан (р. 2018), Искандер (р. 2018)